# Cupuladria panamensis
Cupuladria panamensis is een mosdiertjessoort uit de familie van de Cupuladriidae. De wetenschappelijke naam van de soort is voor het eerst geldig gepubliceerd in 2006 door Herrera-Cubilla, Dick, Sanner & Jackson.